# Прашки Мали Исус
Прашки Мали Исус (чеш. Pražské Jezulátko: шп. Niño Jesús de Praga) је воском пресвучена дрвена статуа Детета Исуса из 16. века које држи шар, шпанског порекла, и налази се у Цркви Босоногих кармелићана Госпе Победнице у округу Мала Страна, у Прагу, Чешка. Први пут се појавила 1556. године; побожне легенде тврде да је статуа некада припадала Терезији Авилској и да ју је 1628. године кармелићанима поклонила принцеза Поликсена од Лобковица.
Слику редовно облаче монахиње кармелићанке у луксузне тканине са царским регалијама и златном круном; његова лева рука држи шар, а десна је подигнута у знак благослова. Поштује се на Божић и прве недеље маја у знак сећања на стогодишњицу и „епископско крунисање“ 1655.

## Историја
Тачно порекло статуе Малог Исуса није познато, али историјски извори указују на скулптуру Светог Детета са птицом у десној руци која се тренутно налази у цистерцитском манастиру Санта Марија де ла Валбона у области Астурија, у Шпанији, која је исклесана око 1340. Многе друге скулптуре Малог Исуса такође су резбарили познати мајстори широм Европе у средњем веку. Честа скулптура у раном средњем веку, са птицом која симболизује или душу или Светог Духа. Скулптуре Светог Детета су биле обучене у царске регалије које су одражавале аристократску моду тог периода.
Једна легенда каже да је монах у напуштеном манастиру негде између Кордобе и Севиље имао визију малог дечака који му је рекао да се моли. Монах је провео неколико сати у молитви, а затим је направио фигуру детета.
Династија Хабзбурга почела је да влада Краљевином Чешком 1526. године; краљевина је развила блиске везе са Шпанијом. Статуа се први пут појавила 1556. године, када је Марија Максимилијана Манрикез де Лара и Мендоза донела слику у Чешку након удаје за чешког племића Вратислава од Пернстина. Стара легенда у породици Лобковиц каже да је Маријиној мајци, Доњи Изабели, статуу дала сама Терезија Авилска. Марија је породично наслеђе добила као свадбени поклон. Године 1587. дала га је својој ћерки Поликсени, првој принцези Лобковиц као свадбени поклон.
Године 1628. принцеза Поликсена фон Лобковиц је поклонила статуу осиромашеним босоногим кармелићанима (Бела браћа). Представљајући га, побожна принцеза Поликсена од Лобковица је рекла:
"Драги Оци, доносим вам оно најдраже што поседујем. Поштујте ово и никад нећете бити сиромашни".
Статуа је постављена у ораторијуму манастира Госпе Победнице у Прагу, где су се два пута дневно пред њом приносиле посебне побожности Исусу. Кармелићани искушеници су исповедали завет сиромаштва у присуству Божанског детета. Пошто је чуо за приврженост и потребе кармелићана, цар Фердинанд II из куће Хабзбурга послао је 2.000 флорина и месечну стипендију за њихову подршку.
Године 1630. новицијат кармелићана је пребачен у Минхен. Немири у Чешкој због Тридесетогодишњег рата довели су допрекида специјалних побожности, а 15. новембра 1631. војска шведског краља Густава Адолфа заузела је главни град Чешке. Кармелићански самостан је опљачкан, а лик Прашког Малог Исуса бачен у гомилу смећа иза олтара. Овде је лежао заборављен седам година, одломљених руку, све док га 1637. године није поново пронашао отац Кирило и ставио га у црквени ораторијум. Једног дана, док се молио пред кипом, Кирило је тврдио да је чуо глас како каже:
"Смилуј се на мене, и ја ћу се смиловати на тебе. Дај ми руке и даћу ти мир. Што ме више поштујеш, ја ћу те више благословити."
Од тада, статуа је остала у Прагу и привукла је многе поклонике широм света да одају почаст Светом Детету. Тврдње о благословима, услугама и чудесним исцељењима изнели су многи који су се обраћали Малом Исусу.
Године 1739, кармелићани аустријске провинције формирали су посебну побожност осим свог редовног апостолата. Године 1741. статуа је премештена на епистолну страну цркве Госпе Победнице у Прагу.
Копије Малог Исуса стигле су у Пољску 1680. године и биле су популарне у пољским домовима и Бохемији уопште, где су копије обично смештане у стаклене забате. Након почетка ере контрареформације у 17. веку, статуа се проширила међу хришћанским заједницама Јужне Африке, Аустралије, Кариба, Тајланда и Шри Ланке.

## Опис
Статуа је висока 48 cm, дрвена је и премазана воском и представља Дете Исуса. Површина воска је прилично крхка. Да би се заштитила ломљива воштана површина, доња половина испод струка је затворена у сребрну кутију.
Од 1788. подигнута два прста статуе носе два прстена, као поклон захвалности племените чешке породице за излечење њихове ћерке. Неки ранији записи указују да је оригинална перика вероватно била бела.

### Одећа
Добротвори су поклонили неколико скупих везених одежди. Међу поклоњеним су и они од царице Марије Терезије и аустријског цара Фердинанда I, које су сачуване до данас. Значајан одевни предмет у колекцији је огртач од хермелина постављен на статуу прве недеље после Ускрса, на дан годишњице крунисања статуе од стране надбискупа Прага Ернста Адалберта фон Хараха 4. априла 1655. 1713. почиње да се мења одећа према литургијским нормама. Остала вредна одећа коју носи лик су одежде опточене разним драгим камењем, везене златом и од свилене тканине, као и ручно рађене чипке прилагођене наменски за статуу.
Боје одежде према празницима:
- Зелено - обично време
- Пурпурно – Велики пост, Сретење и Адвент
- Црвена или златна – Божић и Ускрс
- Краљевско плаво - Безгрешно зачеће/Успење

Фигура обично прати одећу са шемом боја коју користе католички свештеници, као представљање свог свештенства.

## Оданост
У априлу 1639. шведска војска је започела опсаду града Прага. Уплашени грађани пожурили су ка светилишту Прашког Малог Исуса јер су се даноноћно одржавале службе у цркви Госпе Победоносне у Малој страни. Када је војска одлучила да се повуче, захвални становници су то приписали чудесном Светом Детету. Традиција процесије Малог Исуса и крунисања траје до данас. Ова церемонија је завршни врхунац годишњег празника Малог Исуса у Прагу.
Празник Светог Имена Исусовог је главни празник чудесног детета.
Многи свеци су имали посебну оданост Малом Исусу. Минисерија из 1984. Teresa de Jesús приказује Терезу Авилску са статуом у бројним сценама. Тереза од Детета Исуса поставила је статуу у новицијат у Лизијеу, јер је знала за многе благослове које је Божанско Дете донело кармелићанским искушеницама у Прагу када је постављена у њихову средину.
Статуете Малог Исуса постављене су у многим католичким црквама, понекад са цитатом: „Што ме више поштујете, више ћу вас благословити“.
Оданост Прашком детету и вера у његову моћ да утиче на временске прилике још увек је јака у многим деловима Ирске. Посебно је омиљен свадбени поклон статуе Прашког детета. Такође је уобичајено видети Прашког Исуса изложеног на прозорима кућа у неким од старијих делова Даблина и пракса да се стави у живу ограду или закопа у башти као позив за лепо време је широко распрострањена у областима Корк, Даблин, Слајго и округу Лајтрим.
У Ирској је статуа популарна и назива се „Дете из Прага“. Ирске невесте које се надају срећи и лепом времену на дан венчања ритуално постављају копију статуе испред својих домова.
У црквама америчких држава Оклахома, Конектикат и Мичиген освештане су статуе Прашког детета.

### Ритуали
Копије статуе Прашког детета су поштоване у многим земљама католичког света. У цркви у којој се налази оригинал, ритуално је негују, чисте и облаче црквене сестре кармелићанке, које мењају одећу Богомладенца у један од око стотину костима које су верници поклонили. Статуа је имала посвећену одежду за сваки део црквеног календара. Статуа је поштована, а верници верују да Исус има моћ да пружи услуге онима који се моле. Копије статуе такође поштују католички верници који говоре шпански широм света.
Једном у четири године, две дрвене статуе Малог Исуса направљене у Прагу шаљу се у различите католичке цркве света. Прашка црква такође има посвећену службу која сваке недеље шаље копије статуе, разгледнице, верске сувенире и друге предмете широм света католичким поклоницима.
Цркве по узору на прашку цркву основане су и другде, као што су Сједињене Државе и Африка, где поклоници певају, плешу, проповедају и вичу. Побожно обожавање детета Исуса из Прага није ограничено само на Праг, а током 18. века проширило се на цркве у средњој Европи. Крајем 19. и почетком 20. века, како су гипс и метални калупи постали приступачнији, статуе Прашког детета брзо су се прошириле у домове модерне Европе.

## Папска одобрења
- Папа Лав XII је 24. септембра 1824. издао декрет о понтификалном крунисању, који је оверио кардинал Пјетро Франческо Галефи у име Патријаршијског савета „Ватиканског каптола“. То је прва христолошка фигура којој је додељена престижна част.
- Папа Пије X основао је Братство Малог Исуса из Прага под канонским вођством Кармелићанског реда 30. марта 1913. године. Папску булу је потписао и извршио кардинал Рафаел Мери дел Вал.[6][24]
- Папа Бенедикт XVI је током апостолске посете Чешкој у септембру 2009. посетио цркву Госпе Победоносне у Прагу и поклонио златну круну са осам шкољки са бројним бисерима и гранатима, коју тренутно носи статуа.[25] Од те године, „јастучаста круна“ из 1924. сада се трајно чува у кармелићанском музеју, изложена иза цркве, док је круна од граната коју је поклонио Бенедикт она коју трајно носи статуа.

## Кипови Детета Исуса поштовани у другим земљама
- Од 1200. године, побожне легенде и верска оданост на Иберијском полуострву, међу заједницама Португала и Шпаније, Santo Niño de Atocha (дете Санто Нињо де Аточа) који носи корпу обухвата разне чудесне легенде. Легенда је такође пренета у Мексико где су сличне хришћанске митологије касније поново створене.[26]
- Од 1499. године, у Риму, у Италији, још једна слична статуа се зове Санто Бамбино (буквално, „Свето дете“) и ритуално се поштује посебно током божићне сезоне, као у Базилици Свете Марије на небеском жртвенику у Риму.[27][28] Папа Лав XIII доделио је тој фигури папски декрет о крунисању 1897.
- Од 1521. године, слика Детета Исуса Santo Niño de Cebú стигла је у Себу, на Филипинима, са Фердинандом Магеланом. Статуа се тренутно налази у шпанској базилици саграђеној 1739. године. Годишња деветодневна прослава или деветница уведена је 1889. и укључује процесију која се одржава у част статуе, привлачећи преко милион ходочасника сваког јануара.[26] Папа Павле VI доделио је тој слици папски декрет о крунисању 1965. године.
- Од 1897. године, у Мисурију, Сједињене Америчке Државе, статуа која се налази у парохији Светог Јована Непомука добила је епархијско крунисање 4. јануара 1948. од стране њеног пароха, оца Алберта Прокеса. Поштована статуа датира из 1897. године, када ју је у Америку донео Џозеф Хесун (1853—1903) из његове родне Чехословачке. Побожни верници су јој даривали свој лични накит, који је у круну, привезак и орнаменте уградио јувелир Едгар Шмит.
- Од 1902. године, Bambino Gesu of Arenzano у базилици Аренцано је копија статуе коју је донела италијанска маркиза Делфина Гавоти из Савоне. Некадашњу копију првобитно су донели кармелићани. Папа Пије XI одобрио је декрет о понтификалном крунисању 24. фебруара 1924, а крунисао га је кардинал Рафаел Мери дел Вал 6. септембра 1924.